# Автомагистрала
Автомагистрала или често само магистрала (също и аутобан, автострада) е вид път, който е предвиден за движение на моторни превозни средства с минимална скорост 50 km/h (за България). Такива пътища обикновено са разделени и имат най-малко две еднопосочни пътни ленти, както и аварийна лента, в която е разрешено движението само в случай на авария. Тъй като няма пресичащи я улици, по автомагистралата обикновено няма светофари и пътен знак Б2 „STOP“.
В някои държави има автомагистрали без ограничение в скоростта (например в Германия). За България ограничението е 140 km/h за леките автомобили и 100 km/h за мотоциклетите, товарните автомобили и автобусите. В САЩ по всички автомагистрали има ограничение на скоростта, като за всеки щат те са различни. Най-често срещаното ограничение на скоростта в САЩ е 120 km/h за леките автомобили и 112 km/h за камионите и МПС, теглещи товар зад себе си.
За България е в сила от 26 октомври 2018 г. Наредба № РД-02-20-2 (28 август 2018 г.) за проектиране на пътища, издадена от министъра на регионалното развитие и благоустройството Николай Нанков, в която са включени изисквания и към автомагистралите.

## Слоеве при строеж на автомагистрала
| Схема                                                                                | Име на слой | Свързващ подслой   |
| ------------------------------------------------------------------------------------ | --- | ------------------ |
|                                                                                      | (4) Покриващ слой (4 cm) износващ пласт от плътна асфалтова смес или модифицирана плътна асфалтова смес (сплитмастик) с добавка | (В) Битумно лепило |
| (3) Свързващ слой (~8 cm) изравняващ пласт от неплътна асфалтова смес (биндер)       | (Б) Битумно лепило |                    |
| (2) Носещ слой (~18 cm) основен пласт от неплътна асфалтова смес (битумизиран чакъл) | (А) Битумно лепило (незадължително)                                                                                             |                    |
| (1) Основа от чакъл (30 cm)                                                          | Стабилизираща основа за чакъл                                                                                                   |                    |

## Галерия
- Магистрали 110 и 105 в Лос Анджелис, Калифорния, САЩ
- Европейски път E6 E20 в Югозападна Швеция
- Стар германски аутобан без аварийна лента
- Автомагистрала 417 в Отава, Канада